# Hunter S. Thompson
Hunter Stockton Thompson (Louisville, Kentucky; 18 de julio de 1937-Woody Creek, Colorado; 20 de febrero de 2005) fue un periodista y escritor estadounidense. Comenzó a adquirir fama y reconocimiento con la publicación de Hell's Angels: A Strange and Terrible Saga (1966), publicado en España bajo el nombre Los Ángeles del Infierno: Una extraña y terrible saga. En él retrata desde su propia perspectiva las vidas y dinámicas de los miembro del club de moteros Hells Angels, al que llegó a pertenecer durante un año.
Sin embargo, su particular estilo de escritura se manifiesta por primera vez en 1970, en el artículo "The Kentucky Derby Is Decadent and Depraved" (El Derby de Kentucky es Decadente y Depravado) para la revista Scanlan's Monthly. Bautizado por el mismo autor como "Periodismo Gonzo", se considera un subgénero del "Nuevo Periodismo". La peculiaridad reside en que el sujeto, en vez de mantener la objetividad clásica del periodismo, no solo participa en la historia, sino que ha de convertirse en un actor más, o a ser posible el centro de ella. Este enfoque plantea eliminar la división entre sujeto y objeto, ficción y no ficción.

El autor disponía de una cabaña -donde residía la mayor parte del tiempo- en Woody Creek, Colorado, cerca de la ciudad de Aspen, la ciudad más grande del condado de Pitkin. Es en esta ciudad donde toma lugar "La Batalla de Aspen", el artículo que Thompson escribe para el número 67 de la revista Rolling Stone, el 1 de octubre de 1970. El artículo trata las campañas conjuntas de Joe Edwards y Thompson, para la alcaldía de Aspen y para sheriff del condado de Pitkin respectivamente. Alertado por la creciente especulación inmobiliaria en la ciudad, la inmunidad de los cuerpos de seguridad, y la marginalización de los miembros de la contracultura (especialmente, hippies) residentes en la ciudad, Thompson lanza la campaña "Freak Power" (Poder Freak). Su objetivo era usar a esos mismos elementos marginalizados, obtener su apoyo, e instaurar una nueva generación de políticas que no se basasen en el enriquecimiento privado a costa de la calidad de vida de los constituyentes.
"¿Por qué no desafiar al establishment con un candidato del que nunca han oído hablar?  ¿Quién nunca ha sido preparado o engrasado para un cargo público? ¿Y cuyo estilo de vida es ya tan extraño que nunca se le ocurriría la idea de la «conversión»? En otras palabras, ¿por qué no presentar a un bicho raro honesto y soltarlo, en su territorio, para que muestre a todos los candidatos normales como los inútiles perdedores que son y que siempre han sido?"

## Biografía
Nacido en Louisville (Kentucky), Thompson creció en «El triángulo Cherokee», un barrio histórico de las zonas altas de la ciudad, y asistió a la secundaria en el colegio masculino de Louisville. Sus padres, Jack y Virginia, se casaron en 1935. La muerte del padre dejó a tres hijos (Hunter, Davison y James) al cuidado de su madre, que tenía problemas de alcoholismo.
Hunter fue arrestado en 1956 por robo, y después de chocar un camión de entregas de la empresa de envíos en la que trabajaba se alistó en la Fuerza Aérea de los Estados Unidos durante el periodo de espera obligatorio antes del servicio militar. Después de trabajar en el departamento de información de la base de Eglin (Florida), en 1956, se convirtió en el redactor de noticias deportivas para el periódico de la base, The Command Courier. También escribió para diarios locales, infringiendo reglas de la Fuerza Aérea.
Fue dado de baja honorable en 1958, por recomendación de su oficial superior. «En suma, este soldado, aunque talentoso, no podrá ser guiado por las políticas», escribió el coronel W. S. Evans, jefe de los servicios de información, al oficial en jefe de la base de Eglin, «a veces su actitud de superioridad y rebeldía parece pegarse en otros miembros de la escuadra». Thompson se burló en una declaración de prensa inventada sobre su baja, diciendo que fue declarado como «completamente inclasificable».
A su salida, se mudó a Nueva York e ingresó a la Universidad de Columbia, donde hizo cursos de escritura de cuentos.

## Trayectoria
Durante este tiempo, trabajó para la revista Time como copista, por un sueldo de 51 dólares a la semana. Trabajando, aprovechó para copiar en su máquina de escribir los libros El gran Gatsby, de F. Scott Fitzgerald, y Adiós a las armas, de Ernest Hemingway, argumentando que quería aprender sobre los estilos de los autores.
En 1959, fue despedido de Time por insubordinación. Más tarde ese año, trabajó como periodista para el Middletown Daily Record, en Nueva York. Fue despedido poco después, por dañar una máquina de dulces de las oficinas del diario y por discutir con el dueño de un restaurante, a su vez patrocinador del medio.
En 1960, Thompson se mudó a San Juan (Puerto Rico), para trabajar en la revista deportiva El Sportivo, la cual no duró mucho. Pero el cambio a Puerto Rico le permitió viajar al Caribe y Sudamérica, escribiendo como freelance para distintos medios del continente. Trabajó como corresponsal para Sudamérica para una publicación de Dow Jones & Company, The National Observer.
Durante ese periodo, escribió dos novelas ―Prince Jellyfish y The Rum Diary (El diario del ron)― y envió varios cuentos a distintas publicaciones. The Rum Diary fue publicado en 1998, mucho después de que Thompson se volviera famoso.

## Desarrollo como periodista
En 1965, el editor de The Nation, Carey Williams, le ofreció a Thompson la oportunidad de escribir un artículo sobre su experiencia con la banda de motociclistas Hells Angels. Thompson había pasado un año viviendo y rodando con los Hells Angels, pero la relación se quebró cuando los motociclistas empezaron a sospechar que Thompson ganaba dinero con sus textos. La banda exigió parte de las ganancias, y todo terminó con Thompson recibiendo una salvaje paliza. Cuando The Nation publicó el artículo el 17 de mayo de 1965, Thompson recibió varias ofertas para publicar un libro, hasta que Random House publicó la edición de tapa dura, llamada Hells Angels: la extraña y terrible saga de las bandas forajidas de motociclistas, en 1966.
La mayor parte del mejor trabajo de Thompson fue publicada en la revista Rolling Stone. Su primer artículo publicado en ella fue «Freak Power in the Rockies», en el que relataba su candidatura de 1970 para sheriff del condado de Pitkin (estado de Colorado), como miembro del partido Freak Power. Thompson perdió en una estrecha votación, habiendo prometido en su campaña la despenalización del consumo de drogas (no así del narcotráfico, que desaprobaba), destruir las calles y convertirlas en pastizales para que la gente caminase, prohibir edificios tan altos que escondiesen el paisaje y la vista a las montañas y rebautizar Aspen (Colorado) como la «Ciudad Gorda». Para darse el placer de llamar «mi oponente melenudo» al rival republicano contra el que compitió, se rasuró la cabeza.
Thompson fue a trabajar como corresponsal político para Rolling Stone, reteniendo el título de director de Asuntos Nacionales durante treinta años, hasta su muerte. Dos de sus libros, Miedo y asco en Las Vegas y Miedo y asco en la campaña presidencial de 1972, fueron publicados (por entregas) en la revista. Junto con Joe Eszterhas y David Felton, Thompson fue fundamental en el proceso de expansión de Rolling Stone más allá de la crítica musical. De hecho, Thompson fue el único escritor de la plantilla de aquella época que no contribuyó jamás con un artículo sobre música en la revista. Sin embargo, sus historias siempre tenían pinceladas y referencias a la música popular, desde Howlin' Wolf hasta Lou Reed. Armado con una de las primeras máquinas de fax a dondequiera que fuese, se hizo famoso por entregar sus artículos a última hora, casi ilegibles, a las oficinas de la revista en San Francisco, siempre demasiado tarde para editarlos y corregirlos, pero justo a tiempo para publicarlos.

### Nacimiento del periodismo gonzo

El puño rojo de dos pulgares sosteniendo un peyote (Lophophora williamsii), icono del periodismo gonzo.

En 1970, Thompson escribió un artículo llamado El Derby de Kentucky es decadente y depravado (The Kentucky Derby is Decadent and Depraved) para una pequeña revista deportiva llamada Scanlan's Monthly. Aunque no fue muy leído en su momento, el artículo es el primero en el que Thompson utiliza las técnicas de lo que sería el periodismo gonzo, un estilo que ocuparía durante la mayor parte del resto de su carrera literaria. La descripción maniática y subjetiva en primera persona fue el supuesto resultado de la desesperación de Thompson, quien se enfrentaba a una inminente fecha límite para entregar el artículo. Ya sin tiempo, arrancó las páginas de su cuaderno de apuntes y se las mandó a su editor, sin corregirlas o siquiera organizarlas. Ralph Steadman, quien colaboraría luego con Thompson en gran cantidad de artículos, contribuyó elaborando dibujos expresionistas a tinta y lápiz. Thompson estaba resignado, seguro de ser despedido, cuando su editor lo llamó para felicitarlo por el «excelente» artículo que había escrito.
El primero que usó la palabra gonzo para describir el trabajo de Thompson fue el periodista Bill Cardoso. Cardoso conoció por primera vez a Thompson en 1968, en un bus lleno de periodistas viajando para cubrir el comienzo de las elecciones presidenciales estadounidenses en Nuevo Hampshire. Cardoso describió la aparición del artículo Kentucky Derby como una iluminación: «Ahora sí, esto es Gonzo puro. Si este es el principio, que siga llegando». Thompson tomó la palabra de inmediato y, según Ralph Steadman, dijo: «Ok, eso es lo que hago. Gonzo».
El Dr. Hunter desarrolló un símbolo para representar el nuevo periodismo que había creado. Dicho símbolo consistía en una gran mano roja con dos pulgares, uno en cada extremo de la mano, que con el puño cerrado encierra en el centro un trozo de peyote (Lophophora williamsii), un cactus endémico de México famoso por los efectos alucinógenos al ingerirlo, y que tanto gustaba a Thompson.

## Vida personal
El 19 de mayo de 1963 se casó con su novia, Sandra Dawn Conklin (luego conocida como Sandra Conklin Thompson, o Sondi Wright), y tuvieron un hijo, Juan Fitzgerald Thompson, nacido el 23 de marzo de 1964. La pareja intentó tener más hijos, pero su esposa sufrió tres abortos espontáneos y dos bebés murieron al poco tiempo de nacer. En una edición tributo a Hunter de la revista Rolling Stone, Sandy escribió:

"Quiero reconocer los cinco hijos que Hunter y yo perdimos. ¡Me habría encantado tener más Hunter! Uno de los más maravillosos regalos que Hunter me dio... fue Sarah, nuestra bebé de cuatro kilos, que vivió cerca de doce horas. Estaba esperando acostada en el hospital de Aspen Valley, y cuando vi la cara del doctor, me fue insoportable. Pensé que me iba a volver loca. Hunter se acercó a mi cama y me dijo: «Sandy, si quieres salir por un rato, hazlo, pero quiero que sepas que Juan y yo realmente te necesitamos». De inmediato me recuperé".

Después de 19 años juntos y 17 de casados, Hunter y Sandy se divorciaron en 1980; siguieron siendo amigos hasta la muerte de Hunter en 2005.
El 20 de febrero de 2005, a los 67 años, el periodista se quitó la vida de un disparo en la cabeza. Su hijo, Juan, emitió un comunicado de prensa en el que informó «el doctor Hunter S. Thompson terminó con su vida disparándose en la cabeza en su recinto fortificado en Woody Creek (Colorado). Hunter guardaba celosamente su intimidad y rogamos que sus amigos y admiradores respeten esa intimidad y la de su familia».
Años de abuso de alcohol y cocaína le llevaron a la depresión. Sus más allegados dijeron a la prensa que había estado deprimido y que siempre había considerado febrero un "mes sombrío", con el final de la temporada de fútbol y el duro clima invernal de Colorado. También estaba preocupado por su edad y sus problemas médicos crónicos, incluida una prótesis de cadera; con frecuencia murmuraba: "Este chico se está haciendo viejo".
Fue incinerado y el 20 de agosto de 2005, en un funeral privado, sus cenizas fueron lanzadas desde un cañón situado en lo alto de una torre de 47 m que tenía la forma del puño de dos pulgares en lo alto, símbolo del periodismo gonzo, que utilizó en su campaña de 1970. El lanzamiento se acompañó de fuegos artificiales rojos, blancos, verdes y azules, todo al son de Spirit in the Sky de Norman Greenbaum y Mr. Tambourine Man de Bob Dylan. Según su viuda, Anita, el funeral de tres millones de dólares fue financiado por el actor Johnny Depp, amigo íntimo de Thompson. Depp dijo a Associated Press: "Todo lo que estoy haciendo es tratar de asegurarme de que su último deseo se haga realidad. Solo quiero despedir a mi amigo de la forma en que él quiere irse". Se estima que asistieron unas doscientas ochenta personas, incluidos los senadores John Kerry y George McGovern, los corresponsales de 60 Minutes Ed Bradley y Charlie Rose, los actores Jack Nicholson, John Cusack, Bill Murray, Benicio del Toro, Sean Penn y Josh Hartnett, los músicos Lyle Lovett, John Oates y David Amram, y el artista y amigo de toda la vida Ralph Steadman.

## Artículos en inglés
- The Nation
  - The Motorcycle Gangs: Losers and Outsiders — mayo de 1965  Archivado el 4 de julio de 2005 en Wayback Machine.

- Scanlan's Monthly
  - The Temptations of Jean-Claude Killy — 1970
  - The Kentucky Derby is Decadent and Depraved — 1970

- Playboy
  - The Great Shark Hunt — 1974
  - Fear and Justice in the Kingdom of Sex — 2004

- Rolling Stone
  - Freak Power in the Rockies — 1970
  - Strange Rumblings in Aztlan — 1971
  - Fear and Loathing in Las Vegas — 1971
  - The Banshee Screams for Buffalo Meat — 1972
  - Memo from the Sports Desk & Rude Notes from a Decompression Chamber — 1973
  - Fear and Loathing at the Watergate — 1973
  - Fear and Loathing at the Superbowl — 1974
  - Jimmy Carter and the Great Leap of Faith, An Endorsement With Fear and Loathing by Hunter S. Thompson — 1976
  - A Dog Took My Place — 1983
  - Fear and Loathing in Elko — 1992
  - He was a Crook — junio de 1994  
  - Polo Is My Life — (RS 697) 1995?
  - Fear and Loathing, Campaign 2004 — 2004  Archivado el 13 de enero de 2006 en Wayback Machine.

- Cycle World
  - Song of the Sausage Creature — marzo de 1995